# 가족 (민족)
가족(Ga)은 가나, 토고 등지에 거주하는 민족 집단으로, 특히 가나 동남부의 그레이터아크라주와 동부주에 많이 산다. 인접한 당메족(Dangme)과 동계로서, 함께 가-당메족(Ga-Dangme)이라는 통칭으로 묶이기도 한다. 두 민족은 각각 가어와 당메어를 모어로 사용하는데 둘은 서로 밀접한 관계에 있다.
가족은 6개의 독립적인 도시마다 세력을 이루었는데 각각 Ga Mashie, Osu, La, Teshie, Nungua, Tema이다. 특히 Ga Mashie는 현대에 가나의 수도 아크라로 발전하였다. 가족은 주로 농부이나 어업이나 무역업에도 종사한다. 가-당메족의 전통적 부족 사회는 부계 혈통에 따른 씨족을 기반으로 조직되었다.